# برادران گنکور

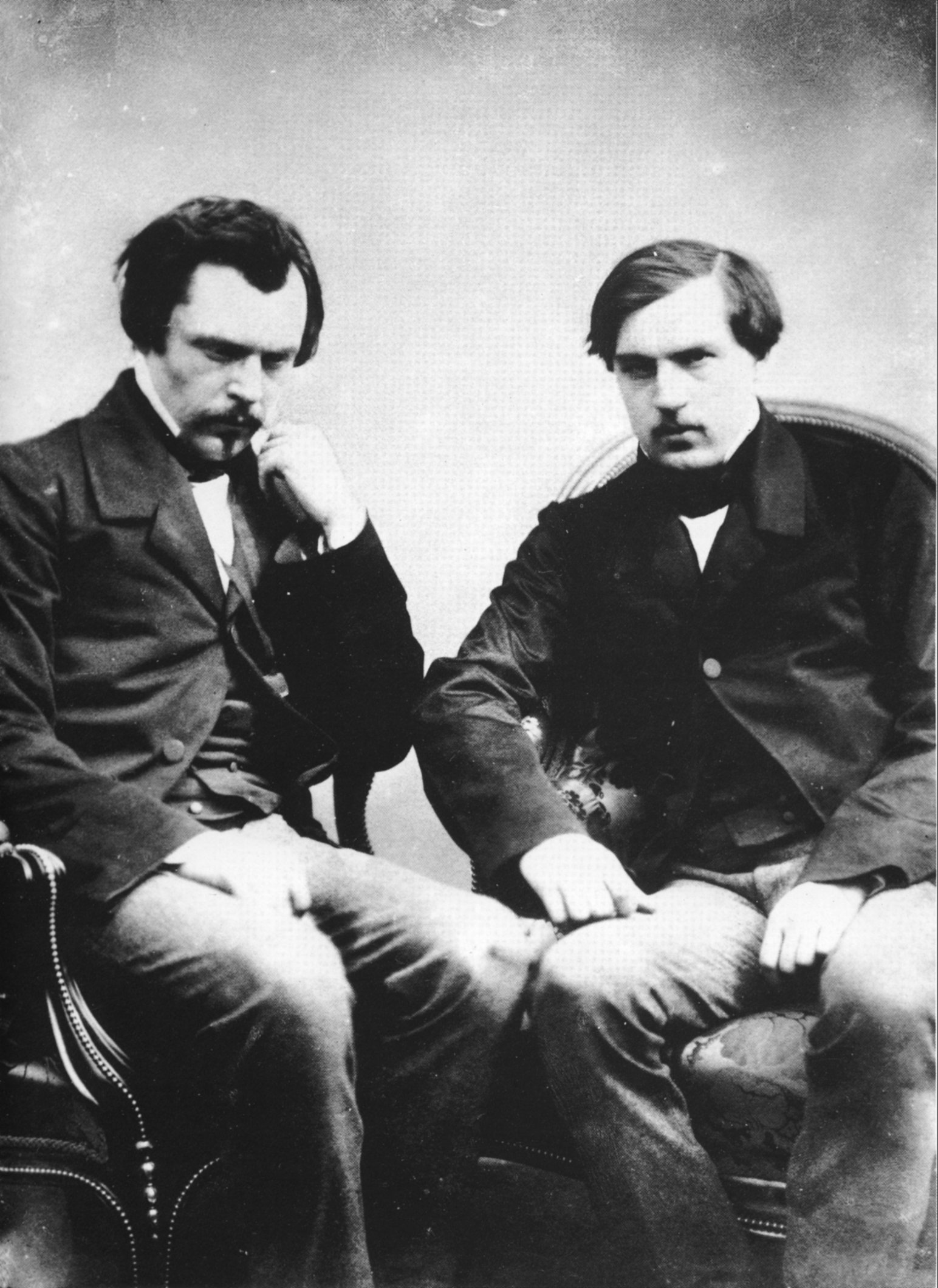
ادمون سمت چپ و ژول سمت راست تصویر (عکس توسط فِلیکس نادار گرفته شده‌است.

برادران گنکور ، ادمون دو گنکور (۱۸۲۲–۱۸۹۶) و ژول دو گنکور (۱۸۳۰–۱۸۷۰) دو نویسندهٔ فرانسوی در سبک ناتورالیسم بودند. معمولاً برادران گنکور را، پیش از امیل زولا، بنیان‌گذار ناتورالیسم ادبی می‌دانند. این دو برادر تمامی آثارشان را با مشارکت یکدیگر تألیف کردند و در تمام دوران حیاتشان از یکدیگر جدا نشدند.
بعد از درگذشت ژول، ادمون رمان‌های متعدد منتشر کرد. فرهنگستان گنکور هم بنا بر وصیت ژول و بعد از درگذشتش پایه‌گذاری شد.

## از تاریخ تا رمان
برادران گنکور از عالم تاریخ به جهان رمان آمدند؛ بنابراین طبیعی است که برای ابداع رمان‌های خود، روش‌های تاریخ را از نو در پیش گیرند و برای گردآوردن اسناد و مدارک صحیح و دقیق، برای تألیفی که در آن پیوند حوادث گویا مقام درجه دوم دارد، کوشیده‌اند؛ زیرا اگر «تاریخ رمانی است که اتفاق افتاده‌است، رمان تاریخی است که ممکن است اتفاق افتاده باشد» و اگر «تاریخ‌نگاران، روایت کنندگان زمان گذشته‌اند، رمان‌نگاران روایت‌کنندگان زمان حاضرند.»